# Кордон між Ботсваною та Південною Африкою
24°45′10″ пд. ш. 20°00′00″ сх. д. / 24.752777777778° пд. ш. 20° сх. д.
Кордон між Ботсваною та Південною Африкою — становить 1969 кілометрів довжини. Понад 90% кордону пролягає по річках, включаючи Носсоб, Молопо, Маріко та Лімпопо.

## Географія

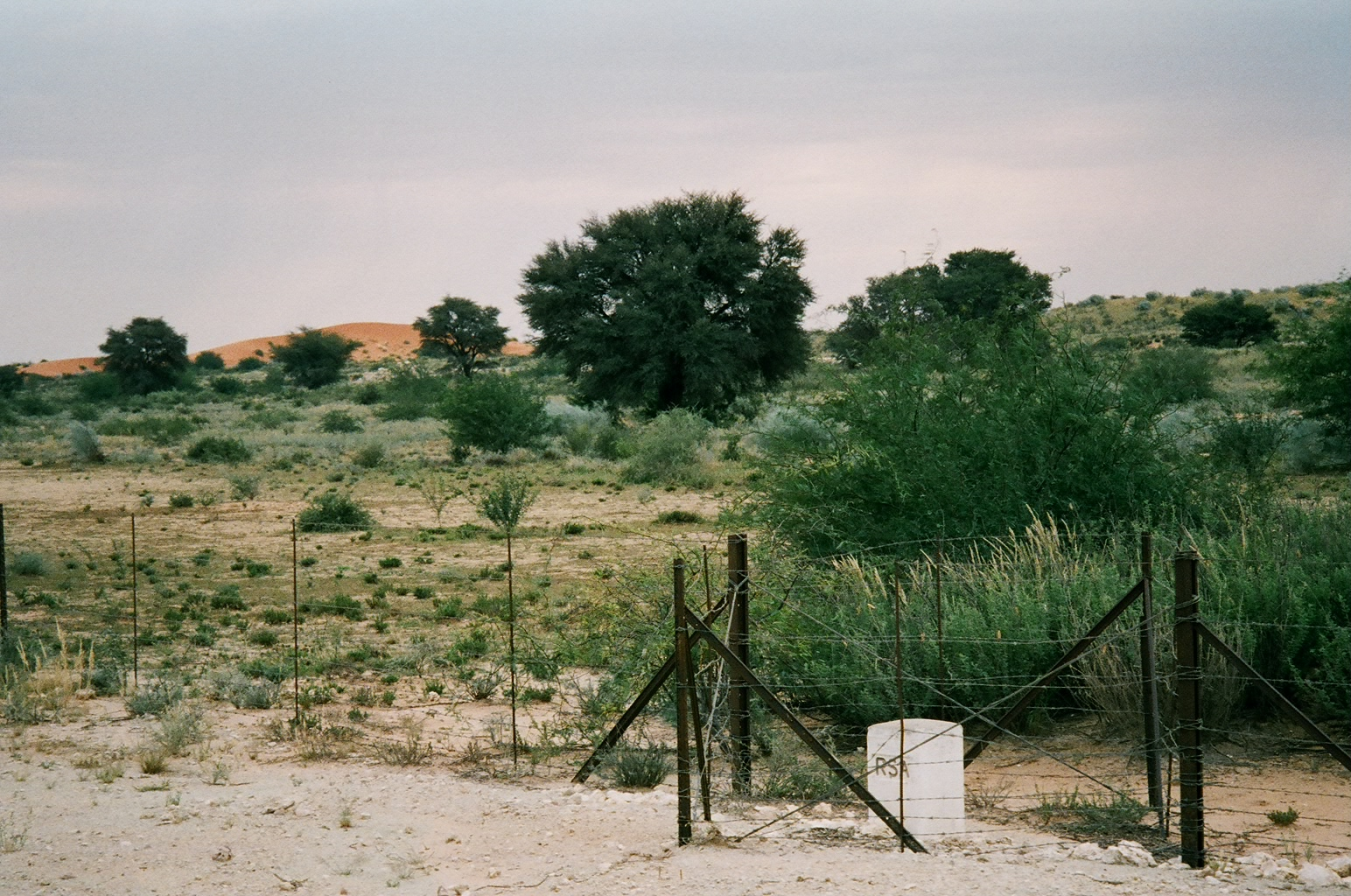
Прикордонна огорожа в сухому руслі річки Носсоб

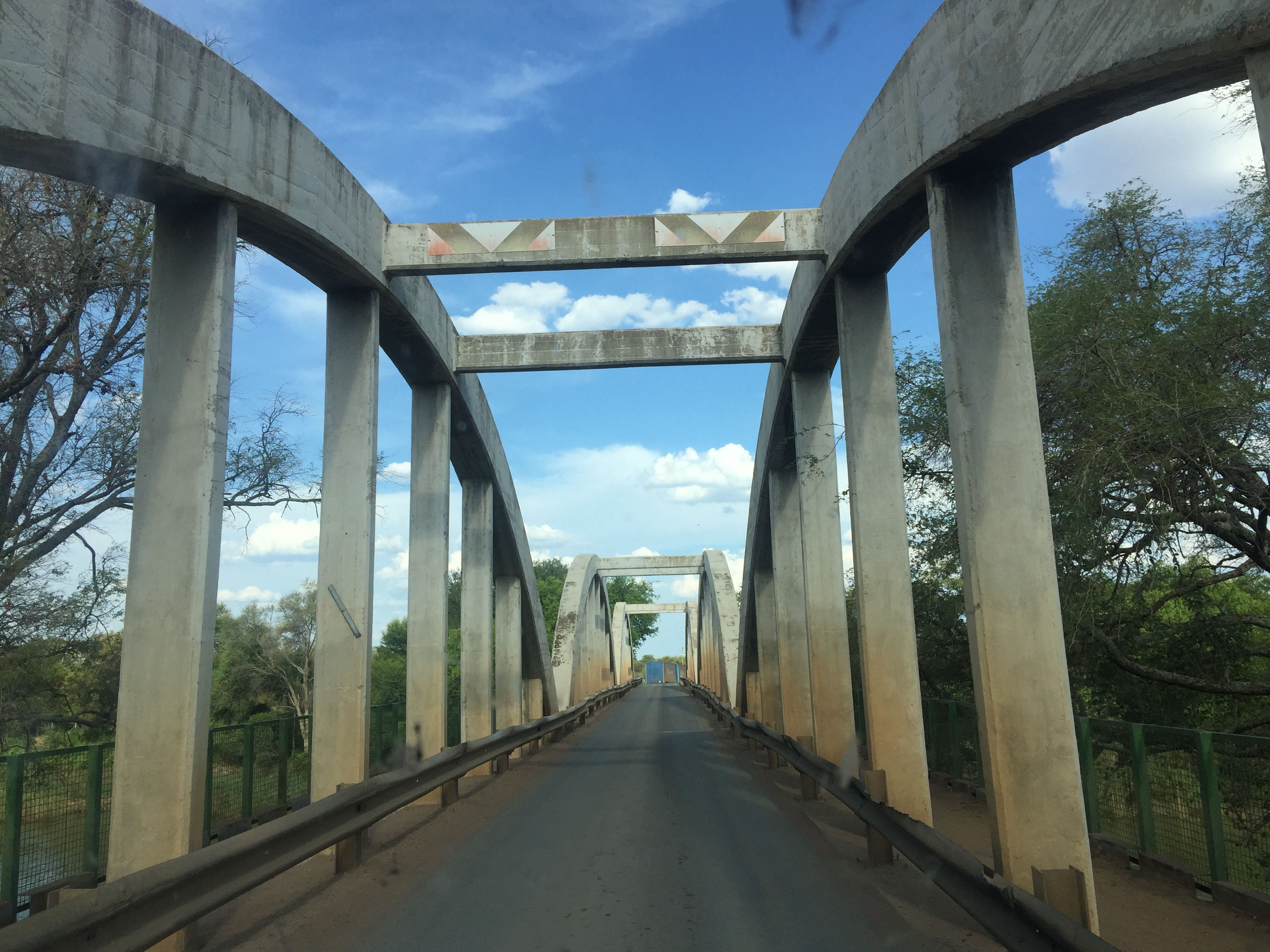
Переправа на Мартіновому дрейфі

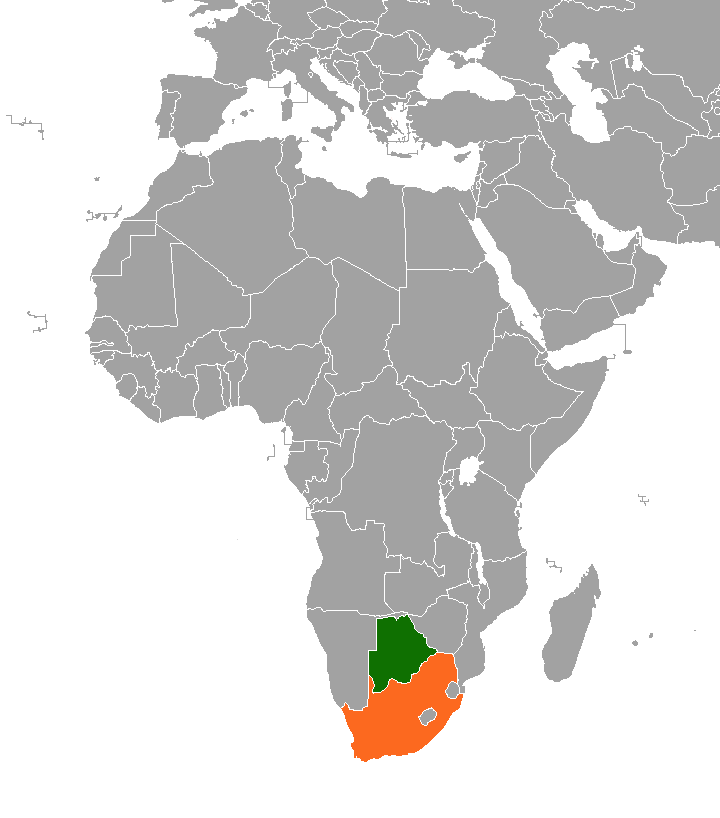
Ботсвана (зелений) і Південна Африка (помаранчевий)

Західна кінцева точка кордону знаходиться в триточці з Намібією, розташованій там, де річка Носсоб перетинає 20-й меридіан на схід. Від цієї кінцевої станції кордон проходить на південний схід уздовж річка Носсоб до її впадіння в річку Молопо; у цьому районі кордон проходить через транскордонний парк Кгалагаді. Від місця злиття кордон проходить загалом на схід вздовж річки Молопо до річки Раматлабама, а потім вгору по річці аж до басейну Раматлабама.
Від Раматлабами кордон повертає на північ і складається з серії прямих ліній через маяки в Матлхасе, Себатаоле, Шаапкуїл і Питланганьяне до Сенгоми на річці Нготване. Потім він слідує за Нготване повз Рамотсва до впадіння в потік Мецемасваане. Кордон повертає на схід уздовж серії прямих ліній, що з’єднують маяки на пагорбах Мошвеу, Вільдебіскоп і пагорби Сікване до Дердепорта на річка Маріко. Потім він слідує за річкою Маріко до її злиття з річкою Крокодил. Маріко і Крокодил зливаються, утворюючи річку Лімпопо, а кордон проходить уздовж Лімпопо до її впадіння в річку Шаше, яка є трипунктом із Зімбабве.

## Історія
Західна частина кордону від Намібії до Раматлабами була кордоном між Британським Бечуаналендом на півдні та протекторатом Бечуаналенд на півночі. Британський Бечуаналенд був створений як Коронна колонія шляхом проголошення в 1885 році і включив землі народу тсвана, розташовані на південь від річки Молопо, на захід від Південно-Африканської Республіки (Трансвааль) і ще не були частиною Капської колонії. Землі Тсвана на північ від Молопо були в той же час передані під британський захист як протекторат Бечуаналенд. Британський Бечуаналенд був приєднаний до Капської колонії в 1895 році. Наказ Ради, що санкціонував анексію, також розширив кордон на північ, щоб включити землю між Молопо та річкою Носсоб, яка зараз є районом Мієр та південноафриканською частиною транскордонного парку Кгалагаді.

## Переходи
Кордон має велику кількість офіційних пунктів пропуску, найважливішими з яких є Скільпадшек /Піонерські ворота на Транскалахарському коридорі та Раматлабама на дорозі та залізниці від Махікенга до Габороне. У таблиці нижче перехрестя наведено із заходу на схід.